# Orthofidonia albifusata
Orthofidonia albifusata là một loài bướm đêm trong họ Geometridae.